# Petrovina
Petrovina is een plaats in de gemeente Jastrebarsko in de Kroatische provincie Zagreb. De plaats telt 274 inwoners (2001).